# Fundación Make-A-Wish

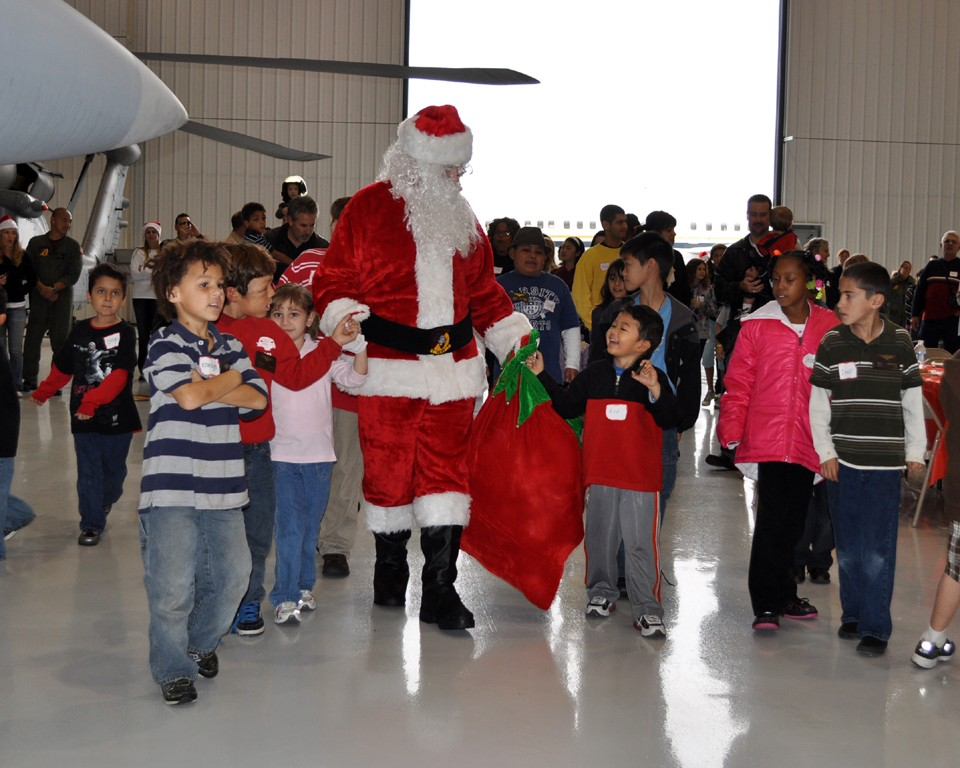
Los niños de la Fundación Make-A-Wish escoltan a Papá Noel a su silla durante su visita a la Marina Escuadrón Aéreo VR-57 en la Base Aeronaval de North Island.

La Fundación Make-A-Wish es una organización 501 (c) (3) sin fines de lucro de los Estados Unidos fundada en 1980, que concede deseos a niños y adolescentes (de entre 2,5 años a 18 años) que tienen condiciones médicas que amenazan la vida. Tiene su sede en Phoenix, Arizona.
El presidente y consejero delegado de esta caridad es David Williams. El primer deseo fue concedido a un niño llamado Christopher James Greicius que murió poco después.
La fundación se ha convertido en la mayor organización que concede deseos en el mundo y se encuentra en más de 36 países de los cinco continentes. La Fundación Make-A-Wish de América concede los deseos de los niños en los Estados Unidos, Guam y Puerto Rico a través de sus 65 sedes, mientras que Make-A-Wish Foundation Internacional atiende a niños fuera de los Estados Unidos. Con la ayuda de generosos donantes y más de 30.000 voluntarios, la Fundación Make-A-Wish ha otorgado más de 250.000 deseos en todo el mundo desde su creación.